# Ramon Llull
Ramon Llull vagy latin nevén Raimundus Lullus (Palma de Mallorca, 1233 vagy 1234 – 1315. június 29.) író, filozófus, teológus, misztikus, hittérítő, kalandos életű ember; a középkori filozófia egyik legkülönösebb alakja. 
A kora újkorban alkímiai művekhez kapcsolták a nevét. Ő a számításelmélet úttörője, az első szöveggépet megalkotó tudós.
A katolikus egyház boldognak nyilvánította.

## Életpályája

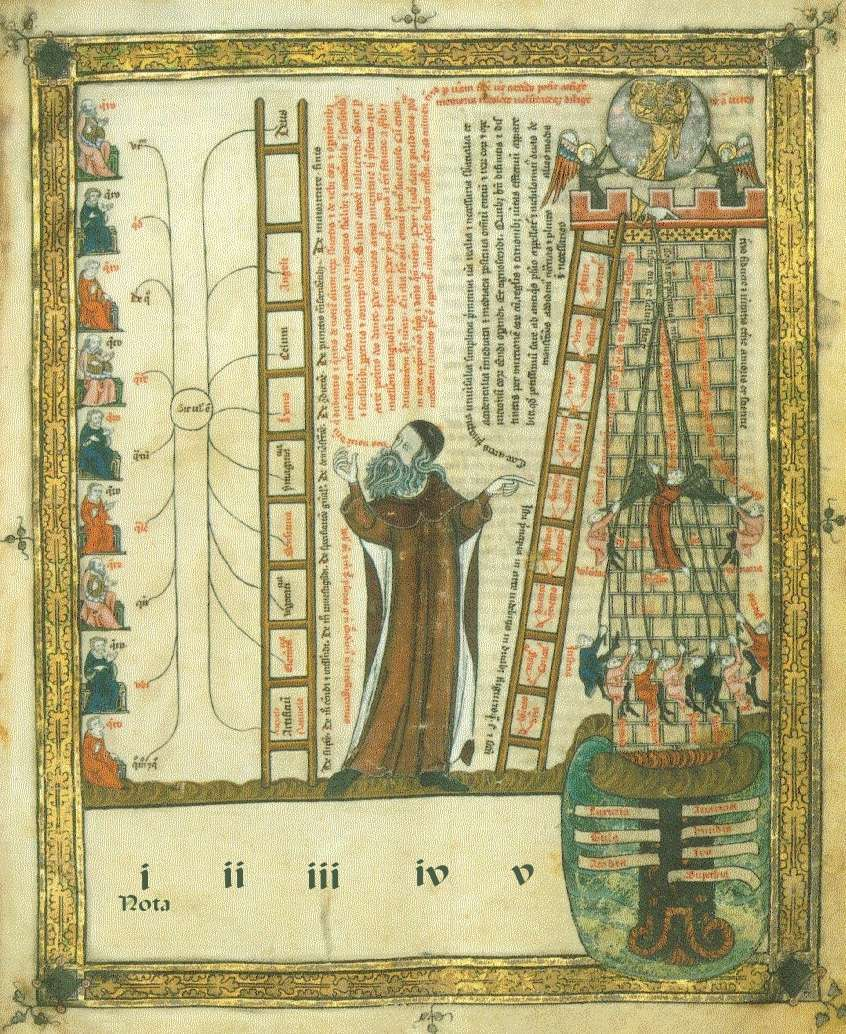
Ars magna Lulli, miniatúra

Mint egy barcelonai nemes család sarja, korán az udvarhoz került, ahol előkelő állást foglalt el és könnyelmű életet élt. Harmincéves korában szakított addigi életformájával, eladta birtokait, elhagyta nejét és gyermekeit.
A szeretet hullámzó, szelek korbácsolta tenger, amelynek nincs kikötője, sem partja. A szerelmes a tengerbe vész, és vesztében elvesznek gyötrelmei és megszületnek teljességei
Szent Ferenc rendjébe lépett, ahol kilenc évig komoly tanulmányokkal foglalkozva arra készült, hogy a "hitetleneket' a szó hatalmával hódítsa meg a keresztény hit számára. Lelkesedett a skolasztika formuláiért, és egy új módszer gondolata fogalmazódott meg a fejében, amelynek segítségével egészen mechanikusan be lehet bizonyítani minden igazságot; ez az a híres "Ars magna Lulli", amelyet 1276-ban adott ki, a lullusi mesterség, útmutatás a legáltalánosabb fogalmak kombinációjával minden igazság bizonyítására; a kombináció egészen gépiesen történik és Lullus külön gépet is konstruált módszerének alkalmazására, egy nemét a számológépnek, csakhogy itt a számok helyett a gondolatok jelei álltak. 
Lullus óriási tevékenységet fejtett ki felfedezése terjesztésére. Folyton zaklatta a pápákat, hogy támogassák; iskolát alapított; lefordította fő művét arab nyelvre, azután elindult Afrikába, hogy maga mutassa módszerének hatását a "hitetlenekre". Háromszor fordult meg ott, mindig nagy bajokba bonyolódott – a harmadik alkalommal elszenvedett bántalmak folytán meghalt. Mint vértanút ünneplik hazájában és 1419-ben a pápa a szentek sorába iktatta(?). Munkái „Opera omnia” címen, megjelentek 1721–1742 között, 10 kötetben, újra kiadta Rossello 1886 után. Ezek tanulmányozása során derült ki, hogy a döntéselméletben Condorcet-módszernek nevezett eljárást is kidolgozta.

## Magyarul megjelent művei
- A szeretet filozófiájának fája; ford., utószó, jegyz. Déri Balázs; Déri Balázs, Budapest, 1994
- Imádónak és imádottnak könyve. Szemlélődések az év minden napjára; ford. P. Szedő Dénes OFM, bev. Szedő Szeverin; s.n., Budapest, 1943 (A lelkiélet ferences mesterei), 137 p.
- Himnuszok In: Szedő Dénes: Ferences himnuszok, Budapest, 1944, 76–79. o.